# Abrus parvifolius
Abrus parvifolius är en ärtväxtart som först beskrevs av René Viguier, och fick sitt nu gällande namn av Bernard Verdcourt. Abrus parvifolius ingår i Paternosterbönssläktet, och familjen ärtväxter. Inga underarter finns listade i Catalogue of Life.